# Jorge da Silva
Jorge Orosmán da Silva Echeverrito (* 11. Dezember 1961 in Maroñas, Montevideo), bekannt auch unter seinem Spitznamen Polilla, ist ein uruguayischer Fußballtrainer und ehemaliger Fußballspieler.

## Spielerkarriere

### Verein
Der im montevideanischen Barrio Maroñas geborene und aufgewachsene da Silva spielte während seiner Jugendzeit für den Club Ciclista Fénix. Mit 14 Jahren debütierte er dann bei Centro Atlético Fénix, ging anschließend zum Danubio FC, bevor er 1980 zu Defensor wechselte. 1982 zog er nach Spanien und wechselte zu Real Valladolid. In seiner ersten Saison in Spanien traf er in 16 Spielen fünfmal, woraufhin eine Vertragsverlängerung erfolgte. In der Saison 1983/84 gewann er mit 17 Toren als bester Torschütze der Liga die Pichichi-Trophäe und mit seinem Verein den ersten großen Titel der Vereinsgeschichte, die Copa de la Liga.
Zur Saison 1985/86 wechselte Da Silva zu Atlético Madrid, um den zu Real Madrid abgewanderten Hugo Sánchez zu ersetzen. In seinem ersten Jahr in der spanischen Hauptstadt schoss er 13 Tore, gewann die Supercopa de España, erreichte das Finale des Europapokals der Pokalsieger und qualifizierte sich mit seiner Mannschaft für den UEFA-Cup. Nach acht Toren in der Saison 1986/87 verabschiedete sich Da Silva von der europäischen Fußballbühne und wechselte nach Südamerika. Dort war er in der Folgezeit in Argentinien, Chile und Kolumbien aktiv, ehe er seine Karriere in der Heimat bei Defensor ausklingen ließ.

### Nationalmannschaft
Da Silva nahm mit der Juniorennationalelf an der Junioren-Südamerikameisterschaft 1975 teil und holte mit diesem Team den Titel. Im Verlaufe des Turniers wurde er allerdings von Trainer Walter Brienza nicht eingesetzt. Im selben Jahr gehörte er auch zur Mannschaft bei den Panamerikanischen Spielen. Laut La República stand er zu jener Zeit bei Rentistas unter Vertrag. Da Silva wurde überdies 1981 mit der uruguayischen U-20-Auswahl Südamerikameister an der Seite von Spielern wie José Batista, Adolfo Barán, Santiago Ostolaza und Enzo Francescoli. Im Verlaufe des Turniers wurde er von Trainer Aníbal Gutiérrez Ponce sieben Mal eingesetzt und schoss vier Tore. Auch bei der Junioren-Weltmeisterschaft 1981 kam er in allen vier Spielen mit uruguayischer Beteiligung zum Zuge. Er absolvierte zwischen seinem Debüt am 20. Februar 1982 im Rahmen des Nehru Cup gegen die Auswahl Südkoreas und dem 1. August 1993 insgesamt 26 Länderspiele für die uruguayische A-Nationalmannschaft, in denen er sechs Treffer erzielte. Er nahm an der Weltmeisterschaft 1986 sowie an der Copa América 1993 teil.

## Trainerkarriere
Zu Beginn seiner Trainerkarriere arbeitete er zunächst als Übungsleiter der uruguayischen Junioren-Nationalmannschaft. Konkret belegt ist im Jahr 2003 eine Tätigkeit als U-17-Coach. Bei der 0:1-Niederlage am 20. November 2002 in Caracas im Rahmen des Polar Beer Cup gegen die Auswahl Venezuelas war er zudem verantwortlicher Nationaltrainer der A-Nationalmannschaft Uruguays.
Da Silva gewann bei seinem folgenden Engagement mit Defensor 2008 die uruguayische Meisterschaft. 2009 ging er nach Saudi-Arabien zu Al-Nasr. Dort war er bis zum 12. Mai 2010 als Trainer tätig. Anschließend war er ab Mitte Dezember 2010 als Nachfolger Omar Asads beim argentinischen Club CD Godoy Cruz im Torneo Clausura 2010 sowie während des Torneo Apertura 2011 tätig. Dort trat er am 14. Dezember 2011 trotz zwischenzeitlich erreichter Qualifikation für die Copa Libertadores und einer Bilanz von 16 Siegen, zehn Unentschieden und zwölf Niederlagen von seinem Posten zurück. Wenig später unterzeichnete er einen bis Dezember 2012 laufenden Vertrag bei CA Banfield und folgte dort Ricardo La Volpe nach. Am 27. Februar 2012 trat er als Trainer Banfields zurück, nachdem bereits zuvor Gerüchte aufkamen, da Silva könnte neuer Trainer Peñarols als Nachfolger des zuvor entlassenen Gregorio Pérez werden. Am 1. März 2012 wurde er dann seitens Peñarol als neuer Trainer vorgestellt. Seine erfolgreiche Arbeit krönte er am Saisonende 2012/13 mit dem Gewinn der uruguayischen Meisterschaft. Sodann wechselte er als Nachfolger von Interimscoach Salem Al Orafi in die Vereinigten Arabischen Emirate zum Baniyas SC. Im Juni 2013 unterschrieb er einen Einjahresvertrag mit Option auf eine Verlängerung bis 2016. Bereits im Februar 2014 endete sein dortiges Engagement. Von November 2014 bis Oktober 2015 trainierte er in Saudi-Arabien den Klub Al-Nasr. Im Januar 2016 übernahm er erneut die Mannschaft Peñarols. Trotz Meisterschaftsgewinn in der Saison 2015/16 trennten sich Verein und da Silva aufgrund des ausbleibenden Erfolgs in der Apertura 2016 bereits im Oktober 2016.
Im September 2017 übernahm da Silva den Trainerposten des kolumbianischen Erstligisten América de Cali. Er schaffte zunächst den Klassenerhalt und erreichte dann das Halbfinale, in dem América gegen Millonarios FC ausschied. Im Dezember 2018 kehrte er zurück zu Defensor. Im April 2019 trennten sich Verein und da Silva wieder. Seitdem ist er vereinslos.

## Sonstiges
Da Silva ist der ältere Bruder des ebenfalls als Trainer tätigen ehemaligen Fußballspielers Rubén da Silva.

## Erfolge
Als Spieler
- Copa de la Liga: 1984
- Pichichi-Trophäe: 1984
- Supercopa de España: 1985
- Kolumbianischer Meister: 1992
- Junioren-Südamerikameister: 1975, 1981
- Nehru Cup 1982

Als Trainer
- Uruguayischer Meister: 2007/08, 2012/13, 2015/16